# Inntrøndelag tingrett

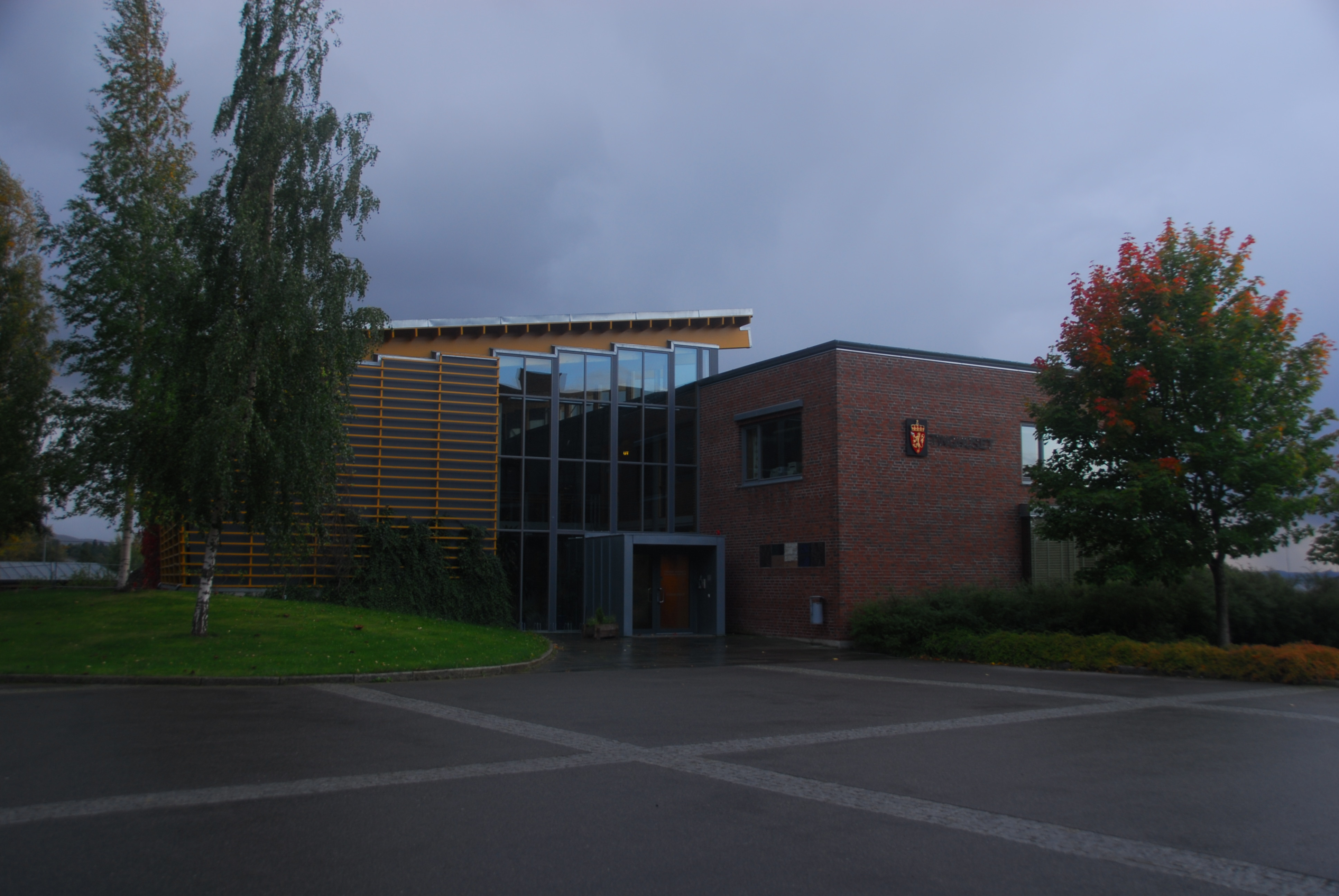
Het Tinghus in Steinkjer

Inntrøndelag tingrett is een tingrett (kantongerecht) in de Noorse fylke Trøndelag. Het gerecht is gevestigd in Steinkjer.  
Het gerechtsgebied omvat de gemeenten Frosta, Inderøy, Levanger, Meråker, Snåsa, Steinkjer, Stjørdal en Verdal. Inntrøndelag maakt deel uit van het ressort van Frostating lagmannsrett. In zaken waarbij beroep is ingesteld tegen een uitspraak van Inntrøndelag zal de zitting van het lagmannsrett meestal worden gehouden in Trondheim.